# Fernão Camelo Pereira
Fernão Camelo Pereira (1430 -?) foi um nobre português e um dos primeiros povoadores dos Açores, onde terá chegado no século XVI, à ilha de São Miguel. Foi Comendador de Vila Cova.
O primeiro que em Portugal usou o apelido Camelo foi D. Gonçalo Martins da Cunha (1240 -?), filho de D. Marfim Lourenço da Cunha e de sua mulher D. Sancha Garcia de Paiva; 1.° neto, pelo lado paterno, de Lourenço Fernandes da Cunha e de sua mulher D. Maria Lourenço de Maceira; 2.° neto de Fernão Pais da Cunha (1.º Senhor da Tábua) e de sua mulher D. Maior de Mandufes; e 3.° neto de D. Paio Guterres da Cunha e de sua mulher D. Hermezenda Alboazar Ramires, sendo, aquele, descendente dos antigos Condes de Trastamara e, esta, 2ª neta do rei D. Ramiro II de Leão.
Esta família passou no século XVI aos Açores, primeiramente na pessoa de Fernão Camelo Pereira, e, pouco depois, na de seus sobrinhos Garcia Rodrigues Camelo e António Camelo.
Fernão Camelo Pereira era 5.° neto do dito D. Gonçalo Martins Camelo e casado com D. Beatriz Cordeiro.
1. D. Gonçalo Martins da Cunha "O Camelo", foi casado com D. Teresa Anes de Portocarreiro, filha de João Pires de Portocarreiro e de sua mulher D. Mor Anes Coelho.